# Дедоплисцкаро
Дедоплисцкаро (грузински: დედოფლისწყარო) е град в Кахетия, Грузия. Разположен е в източната част на Грузия, на около 115 km югоизточно от столицата Тбилиси. Към 2014 г. населението на града е 5940 души.

## История
Името на града се превежда буквално като „извори на царицата“. Основан е през 11 век от цар Давид IV Строителя като военен пост. През 1803 г. руски войски основават тук крепостта Царские Колодци. През 1869 г. предприемачите Вернер фон Сименс и Карл Хайнрих фон Сименс построяват нефтен кладенец близо до селището, който работи до средата на 1870-те. По времето на СССР селището се нарича Цителицкаро (букв. „червени извори“). През 1963 г. получава статут на град. Историческото си име градът получава през 1991 г.

## Икономика
В Дедоплисцкаро се произвеждат вино, месни и млечни продукти. Градът също така разполага с жп гара, която е крайна на трасето от Тбилиси. В северните покрайнини на града се намира крепостта Хорнабуджи.